# 小弯嘴吸蜜鸟属
小弯嘴吸蜜鸟属（学名：Oedistoma）是啄果鸟科下的一个属。

## 下属物种
本属包括以下物种：
- 小弯嘴吸蜜鸟 Oedistoma iliolophus (Salvadori, 1876)
- 侏弯嘴吸蜜鸟 Oedistoma pygmaeum Salvadori, 1876